# راي فارمر
راي فارمر (بالإنجليزية: Ray Farmer)‏ هو لاعب كرة قدم أمريكية أمريكي، ولد في 1 يوليو 1974 في وايت بلينس في الولايات المتحدة.

## وصلات خارجية
- راي فارمر على موقع مرجع كرة القدم المحترفة.كوم (الإنجليزية)
- راي فارمر على موقع كلية كرة القدم في سبورتس رفرنس.كوم (الإنجليزية)